# Andrea Buffoni
Andrea Buffoni (Nogent-sur-Marne, 9 febbraio 1940) è un politico italiano.
Nipote di Francesco Buffoni e sindaco di Gallarate dal 1975 al 1983, è stato senatore nella IX legislatura e deputato nella X e XI. Avvocato, è stato Vice presidente della Giunta per le autorizzazioni a procedere in giudizio e ha fatto parte della Commissione difesa. Vice presidente vicario del Gruppo parlamentare Socialista, è stato dirigente della Federazione Giovanile del Psi e segretario della federazione della Lombardia. Componente dell’Assemblea nazionale del PSI dal 1983, è stato anche Segretario della Commissione stragi.